# Welland River
Welland River är ett vattendrag i Kanada.   Det ligger i provinsen Ontario, i den sydöstra delen av landet, 400 km sydväst om huvudstaden Ottawa.
Runt Welland River är det i huvudsak tätbebyggt. Runt Welland River är det tätbefolkat, med 383 invånare per kvadratkilometer.